# Blankahorn
Blankahorn är ett berg i Österrike. Det ligger i distriktet Landeck och förbundslandet Tyrolen, i den västra delen av landet. Toppen på Blankahorn är 3 129 meter över havet.
Trakten runt Blankahorn består i huvudsak av kala bergstoppar och isformationer.